# Гай Каррина (претор)
Гай (А́льбий) Карри́на (лат. Gaius Albius Carrinas; казнён 3 ноября 82 года до н. э., Рим, Римская республика) — римский военачальник и политический деятель из плебейского рода Альбиев, претор 82 года до н. э. В ходе гражданской войны 83—82 годов до н. э. воевал на стороне марианской «партии», после разгрома которой 3 ноября 82 года пытался бежать, но был схвачен и, по приказу Суллы, казнён.

## Биография
О происхождении и его военной службе ничего не известно. В гражданской войне 83—82 годов до н. э. участвовал на стороне марианцев. В 83 году, по-видимому, был легатом и участвовал в сражениях против Гнея Помпея. В 82 году стал претором, подчинялся консулу Гнею Папирию Карбону. В марте 82 года отряд Альбия Каррины был разбит Квинтом Цецилием Метеллом Пием в битве на реке Эзино. Вскоре Каррина оказался заперт в Сполеции, который осаждали Гней Помпей и Марк Лициний Красс. Воспользовавшись сильным дождём, Каррина ночью бежал из осаждённого города. После бегства Карбона из Италии Каррина возглавил остатки его армии и повёл их на соединение с отрядами самнитов. Вместе с другими полководцами Гай отошёл к Риму и принял участие в решающей битве у Коллинских ворот. Здесь противники Суллы потерпели поражение, а Каррина бежал. Вскоре его взяли в плен и привели к Сулле. Диктатор приказал убить полководца, а его голову продемонстрировали войскам Гая Мария Младшего, осаждённым в Пренесте, для их деморализации.
Его сыном был консул-суффект 43 года до н. э., носивший такое же имя.